# 広瀬村 (滋賀県)
広瀬村（ひろせむら）は、滋賀県高島郡にあった村。現在の高島市の中部、安曇川の中流域にあたる。

## 地理
- 山岳：高面山、阿弥陀山、大宝寺山、堂建山、西峰山
- 河川：安曇川

## 歴史
- 1889年（明治22年）4月1日 - 町村制の施行により、下古賀村・上古賀村・長尾村・中野村・南古賀村の区域をもって発足。
- 1954年（昭和29年）11月3日 - 安曇町・青柳村・本庄村と合併して安曇川町が発足。同日広瀬村廃止。